# Anserelle naine
Nettapus auritus
Espèce
Statut de conservation UICN

 LC  : Préoccupation mineure
Statut CITES
L'Anserelle naine (Nettapus auritus) est une espèce d'oiseau qui niche en Afrique subsaharienne.
C'est l'une des espèces concernées par l'Accord sur la conservation des oiseaux d'eau migrateurs d'Afrique-Eurasie.

## Habitat et répartition

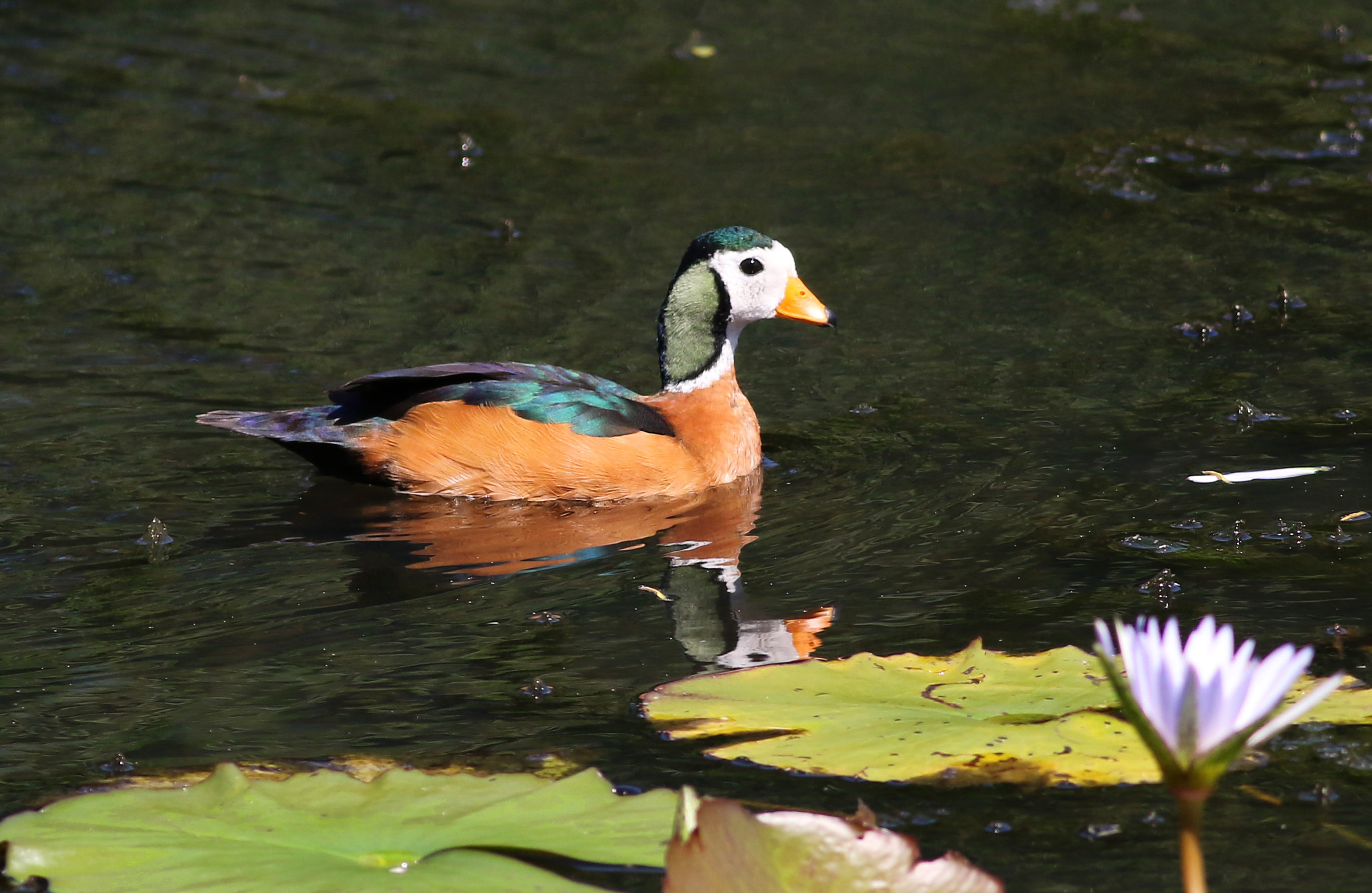

Elle fréquente marécages et cours d'eau peu profonds d'Afrique subsaharienne.

## Mensurations
Elle mesure 27 – 33 cm pour un poids de 260 - 290 g.

## Alimentation
Elle se nourrit des graines de nénuphars ou d'autres plantes (e.g. Papsalum urvillei...).